# Futbol'nyj Klub Mordovija 2018-2019
Questa voce raccoglie le informazioni riguardanti il Futbol'nyj Klub Mordovija nelle competizioni ufficiali della stagione 2018-2019.

## Stagione
Al ritorno in PFN Ligi la squadra concluse il campionato in dodicesima posizione.

## Rosa
| N. |                   | Ruolo | Calciatore          |
| -- | ----------------- | ----- | ------------------- |
| 1  | Russia (bandiera) | P     | Denis Shebanov      |
| 2  | Russia (bandiera) | D     | Ruslan Navletov     |
| 3  | Russia (bandiera) | D     | Evgeni Strelov      |
| 5  | Russia (bandiera) | D     | Pavel Derevyagin    |
| 9  | Russia (bandiera) | C     | Rustem Mukhametshin |
| 11 | Russia (bandiera) | A     | Aleksandr Ermakov   |
| 13 | Russia (bandiera) | C     | Denis Sobolev       |
| 16 | Russia (bandiera) | P     | Aleksandr Kobzev    |
| 17 | Russia (bandiera) | C     | Igor Kireev         |
| 18 | Russia (bandiera) | D     | Sergey Sukharev     |
| 19 | Russia (bandiera) | D     | Radik Yusupov       |
| 20 | Russia (bandiera) | A     | Vladimir Obukhov    |
| 21 | Russia (bandiera) | C     | Filipp Dvoretskov   |

| N. |                   | Ruolo | Calciatore          |
| -- | ----------------- | ----- | ------------------- |
| 23 | Russia (bandiera) | A     | Ruslan Mukhametshin |
| 24 | Russia (bandiera) | D     | Igor Klimov         |
| 25 | Russia (bandiera) | C     | Denis Poyarkov      |
| 33 | Russia (bandiera) | D     | Evgeniy Yatchenko   |
| 77 | Russia (bandiera) | P     | Yaroslav Maloletkov |
| 87 | Russia (bandiera) | D     | Yuriy Lebedev       |
| 95 | Russia (bandiera) | C     | Ilya Petrov         |
| 96 | Russia (bandiera) | A     | Vladislav Adaev     |
| 97 | Russia (bandiera) | C     | Anton Orlov         |
| -  | Russia (bandiera) | D     | Alan Bagaev         |
| -  | Russia (bandiera) | D     | Danila Kalikhanov   |
| -  | Russia (bandiera) | C     | Mikhail Fedak       |
| -  | Russia (bandiera) | A     | Michail Markin      |

## Risultati

### Kubok Rossii
| Arbitro: | Maksim Chembulatov |

|                    |           |  |
| Daniil Gridnev 89’ | Marcatori |  |

### Campionato
| Arbitro: | Pavel Shadykhanov |

|                                          |           |                                          |
| Vladimir Obukhov 26’ Vladislav Adaev 87’ | Marcatori | 13’ Arkadiy Simanov 79’ Radik Khayrullov |

| Arbitro: | Vladimir Moskalev |

|  |           |                 |
|  | Marcatori | 57’ Ilya Petrov |

| Arbitro: | Aleksey Amelin |

|                      |           |                                               |
| Vladimir Obukhov 52’ | Marcatori | 36’ Daniil Utkin 48’ (aut.) Evgeniy Yatchenko |

| Arbitro: | Artur Fedorov |

|                                                  |           |                    |
| Maksim Kazankov 56’ (rig.) Denys Dedechko 90'+2’ | Marcatori | 45'+2’ Alan Bagaev |

| Arbitro: | Evgeni Kukulyak |

|                                                                       |           |  |
| Ruslan Mukhametshin 17’ Ruslan Mukhametshin 77’ Filipp Dvoretskov 84’ | Marcatori |  |

| Arbitro: | Igor Fedotov |

|                    |           |                        |
| Maksim Votinov 62’ | Marcatori | 90'+1’ Vladislav Adaev |

| Arbitro: | Igor Panin |

|                                            |           |                                         |
| Andrey Murnin 23’ Khyzyr Appaev 69’ (rig.) | Marcatori | 11’ Ruslan Mukhametshin 39’ Ilya Petrov |

| Arbitro: | Aleksey Sukhoy |

|                      |           |                                            |
| Vladimir Obukhov 74’ | Marcatori | 39’ Maksim Glushenkov 43’ Anton Zinkovskiy |

| Arbitro: | Sergey Cheban |

|  |           |                                |
|  | Marcatori | 90'+1’ (rig.) Vladimir Obukhov |

| Arbitro: | Vladimir Seldyakov |

|  |           |                       |
|  | Marcatori | 28’ Aleksey Shumskikh |

| Arbitro: | Igor Nizovtsev |

|  |           |                                           |
|  | Marcatori | 84’ Vladimir Obukhov 90’ Vladimir Obukhov |

| Arbitro: | Pavel Kukuyan |

|                    |           |                                                                                       |
| Michail Markin 86’ | Marcatori | 11’ Roman Akbashev 34’ Aleksandr Troshechkin 69’ Mikhail Zemskov 90'+3’ Vadim Steklov |

| Arbitro: | Stanislav Vasiljev |

|                    |           |                                                     |
| Sergey Samodin 74’ | Marcatori | 17’ (rig.) Ruslan Mukhametshin 85’ Vladimir Obukhov |

| Arbitro: | Maksim Chembulatov |

|  |           |                         |
|  | Marcatori | 56’ Vladislav Panteleev |

| Arbitro: | Evgeni Kukulyak |

|                       |           |                                               |
| Mikhail Afanasjev 75’ | Marcatori | 15’ Filipp Dvoretskov 20’ Ruslan Mukhametshin |

| Arbitro: | Vladimir Moskalev |

|                 |           |                 |
| Igor Kireev 78’ | Marcatori | 5’ Kamran Aliev |

| Arbitro: | Evgeni Turbin |

|                       |           |                      |
| Vladimir Lobkarev 51’ | Marcatori | 67’ Vladimir Obukhov |

| Arbitro: | Roman Safyan |

|                        |           |  |
| Tomas Rukas 30’ (aut.) | Marcatori |  |

| Arbitro: | Vitali Meshkov |

|                     |           |  |
| Andrey Buyvolov 25’ | Marcatori |  |

| Arbitro: | Stanislav Vasiljev |

|                                                      |           |                         |
| Vladimir Romanenko 7’ (aut.) Ruslan Mukhametshin 83’ | Marcatori | 76’ Nikita Bezlikhotnov |

| Novosibirsk 10 novembre 2018, ore 11:00 21ª giornata | Sibir'          | 0 – 0 referto | Mordovija | Stadio Spartak (1.014 spett.)\| Arbitro: \| Lasha Verulidze \| |
| Arbitro:                                             | Lasha Verulidze |               |           |                                                                |

| Arbitro: | Nikolay Voloshin |

|  |           |                      |
|  | Marcatori | 38’ Vitaliy Pryndeta |

| Arbitro: | Ivan Sidenkov |

|                  |           |                               |
| Ivan Taranov 21’ | Marcatori | 4’ Ilya Petrov 7’ Igor Kireev |

| Arbitro: | Evgeni Turbin |

|                 |           |                    |
| Ilya Petrov 43’ | Marcatori | 56’ Maksim Votinov |

| Arbitro: | Pavel Shadykhanov |

|                          |           |                                                          |
| Filipp Dvoretskov 90'+2’ | Marcatori | 53’ Dmitriy Chistyakov 56’ Khyzyr Appaev 63’ Anton Kilin |

| Arbitro: | Maksim Chembulatov |

|  |           |                                       |
|  | Marcatori | 81’ Filipp Dvoretskov 84’ Anton Orlov |

| Saransk 17 marzo 2019, ore 15:00 27ª giornata | Mordovija    | 0 – 0 referto | Luč Vladivostok | Stadio Start (2.105 spett.)\| Arbitro: \| Roman Safyan \| |
| Arbitro:                                      | Roman Safyan |               |                 |                                                           |

| Arbitro: | Aleksey Amelin |

|                     |           |  |
| Aleksey Gasilin 77’ | Marcatori |  |

| Arbitro: | Ivan Sidenkov |

|  |           |                                         |
|  | Marcatori | 60’ Yan Kazaev 66’ (rig.) Maksim Barsov |

| Arbitro: | Stanislav Vasiljev |

|                                       |           |  |
| Kirill Gotsuk 65’ Vitaliy Fedotov 90’ | Marcatori |  |

| Saransk 13 aprile 2019, ore 14:00 31ª giornata | Mordovija     | 0 – 0 referto | Šinnik | Stadio Start (2.715 spett.)\| Arbitro: \| Artur Fedorov \| |
| Arbitro:                                       | Artur Fedorov |               |        |                                                            |

| Arbitro: | Igor Panin |

|                                                                                 |           |  |
| Sylvanus Nimely 31’ Pavel Maslov 47’ Aleksandr Rudenko 67’ Soltmurad Bakaev 70’ | Marcatori |  |

| Arbitro: | Artem Lyubimov |

|                         |           |                    |
| Ruslan Mukhametshin 65’ | Marcatori | 31’ Ivan Oleynikov |

| Arbitro: | Pavel Kukuyan |

|                   |           |                        |
| Dmitri Barkov 58’ | Marcatori | 90'+3’ Vladislav Adaev |

| Arbitro: | Igor Nizovtsev |

|                       |           |  |
| Filipp Dvoretskov 76’ | Marcatori |  |

| Arbitro: | Aleksey Amelin |

|                                                         |           |                   |
| Michail Markin 71’ Danila Prokhin 78’ Sergej Ivanov 80’ | Marcatori | 84’ Denis Sobolev |

| Arbitro: | Igor Panin |

|                           |           |  |
| Denis Poyarkov 31’ (rig.) | Marcatori |  |

| Arbitro: | Lasha Verulidze |

|                                                              |           |                 |
| Pavel Golyshev 12’ Maksim Palienko 42’ Aleksandr Salugin 55’ | Marcatori | 66’ Igor Kireev |